# Tegula

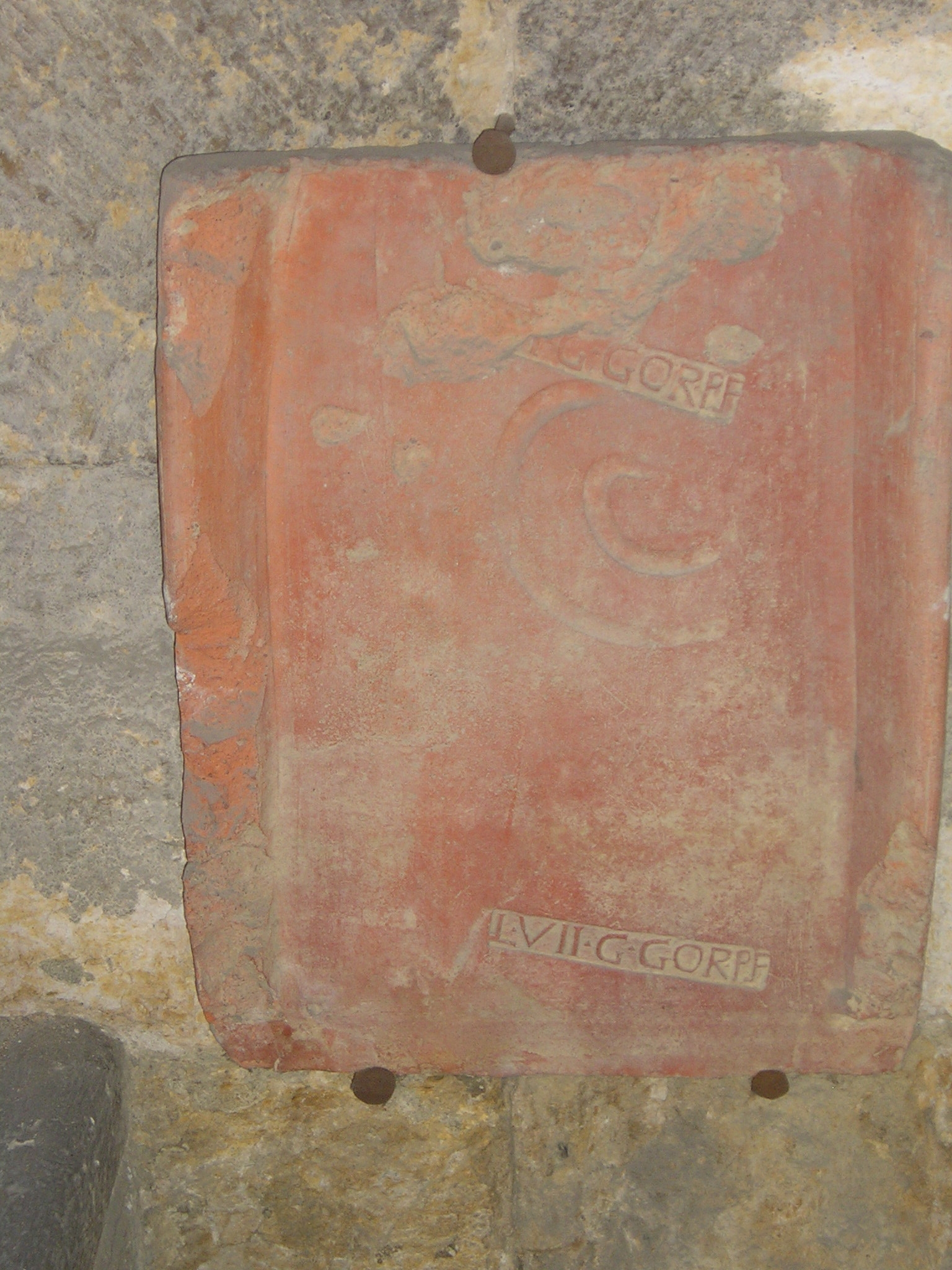
Un tipico esempio di tegula, la cui scritta L VII G GORD P F, L(egio) VII G(emina) GORD(iana) P(ia) F(elix).

La tegula utilizzata dall'esercito romano nella costruzione di opere di edilizia militare (come i castra stativa) era un mattone d'argilla cotto, sul quale era impresso il marchio con un sigillo (un bollo laterizio), sia della legione o dell'unità ausiliaria di appartenenza, sia del magister (responsabile) del laboratorio/fabrica del relativo castrum, o anche del legatus legionis. Il breve testo inciso serviva a identificare l'autore della costruzione di un determinato edificio militare in epoca romana (l'unità militare, il suo comandante o il magister fabricae). Un esempio è il ritrovamento di uno di questi mattoni presso la fortezza militare di Mirebeau-sur-Bèze nella Germania superiore dove si legge: Legio VIII Augusta / Lappio legato.

## Alcuni esempi ditegulaedi edilizia militare

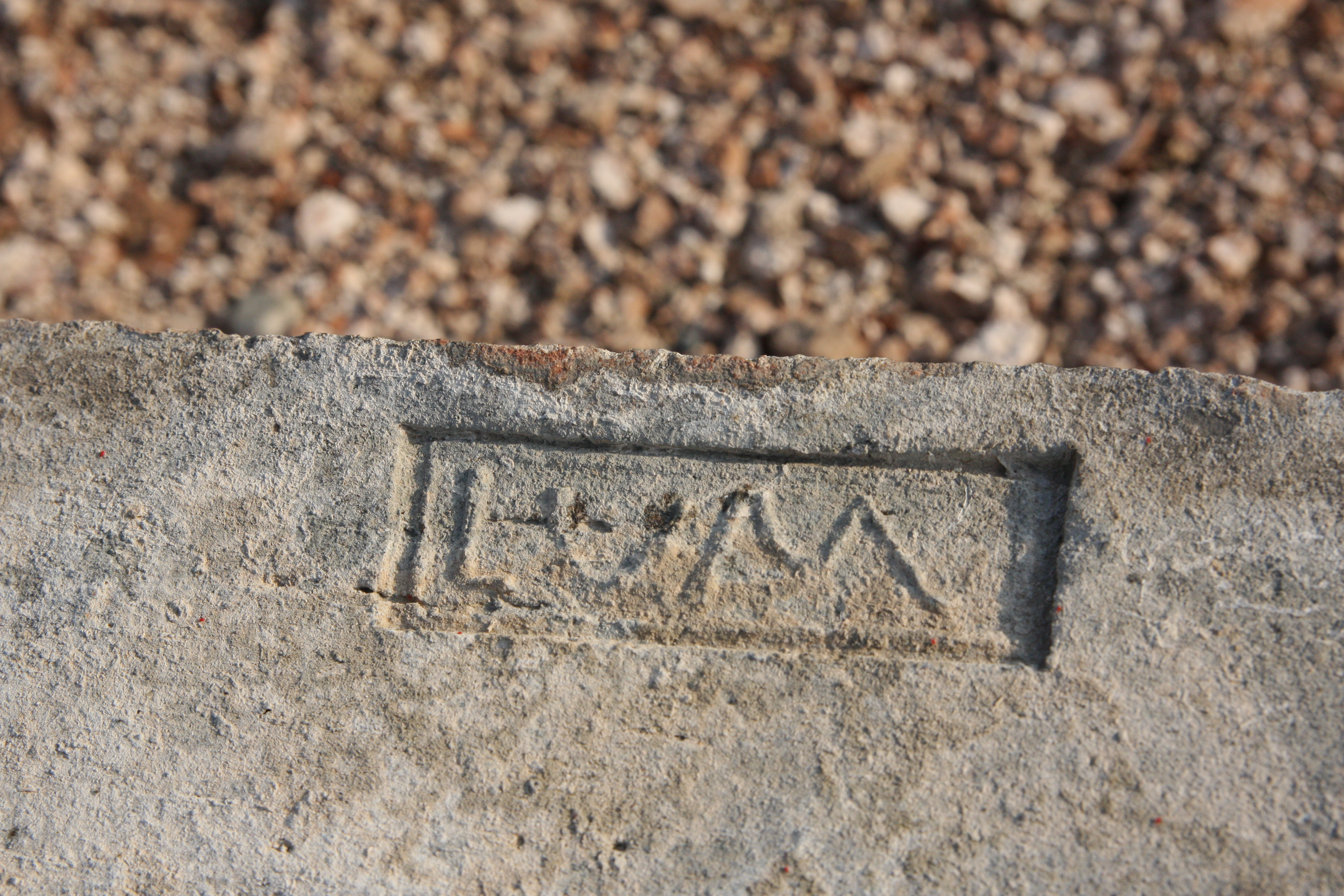
Mattone recante il bollo "L V M", ovvero Legio V Macedonica, rinvenuto a Potaissa, base della legione dal 166 al 274.
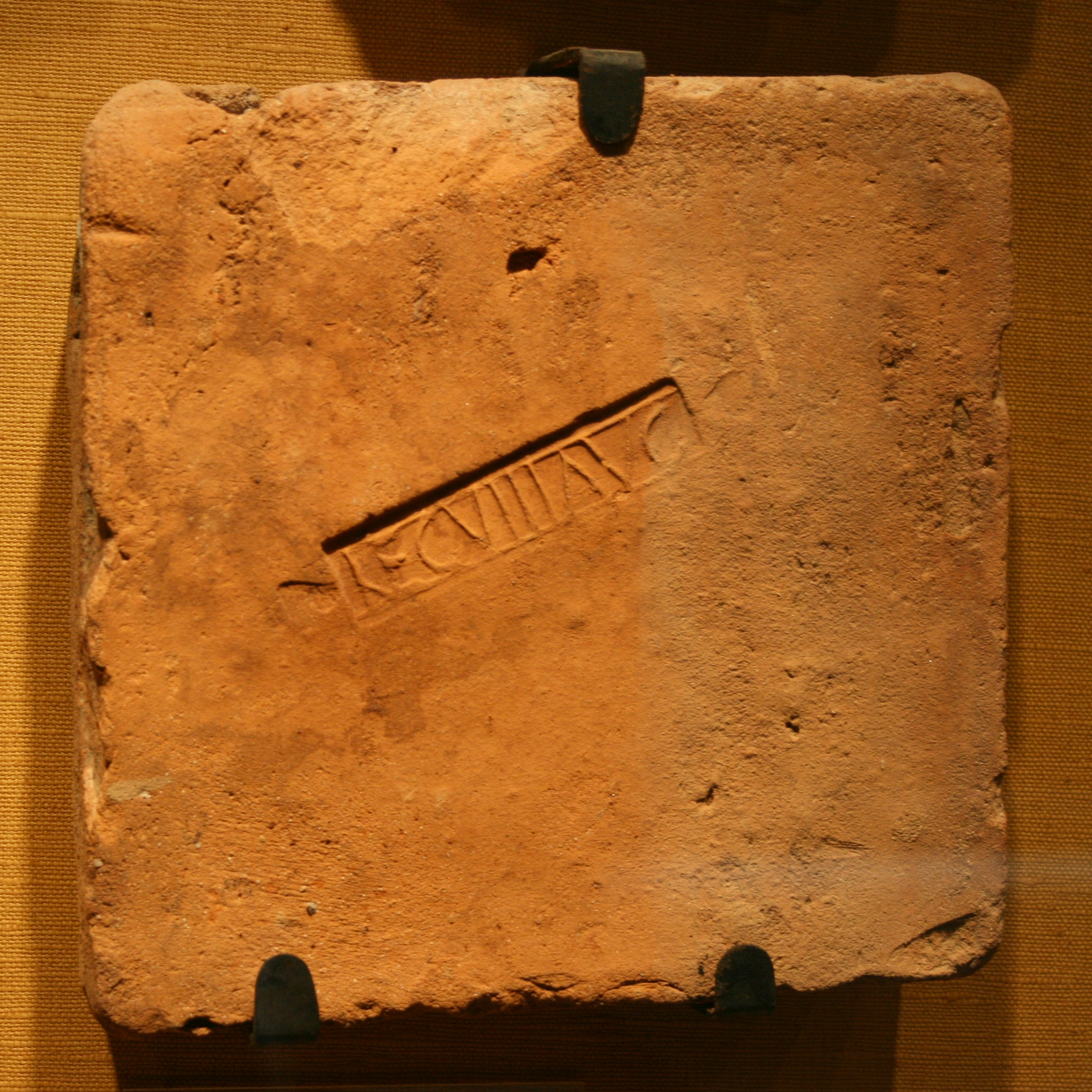
Mattone recante il bollo "LEG VIII AVG", ovvero appartenente alla legio VIII Augusta.
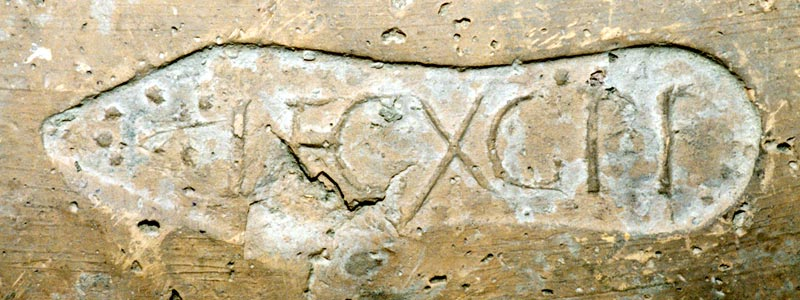
Tegula della legio X Gemina
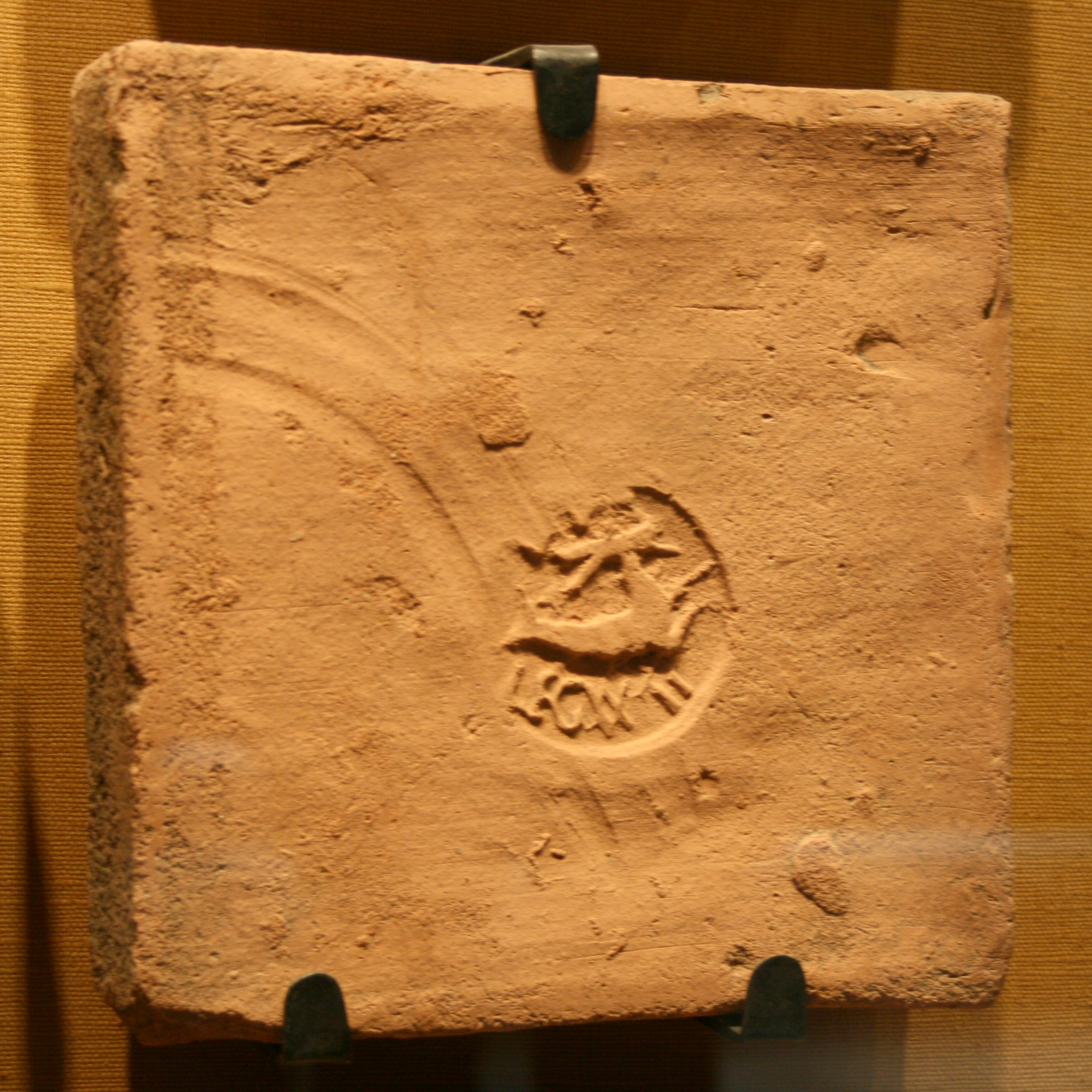
Mattone della legio XXII Primigenia, il cui simbolo era il capricorno (a Saalburg).
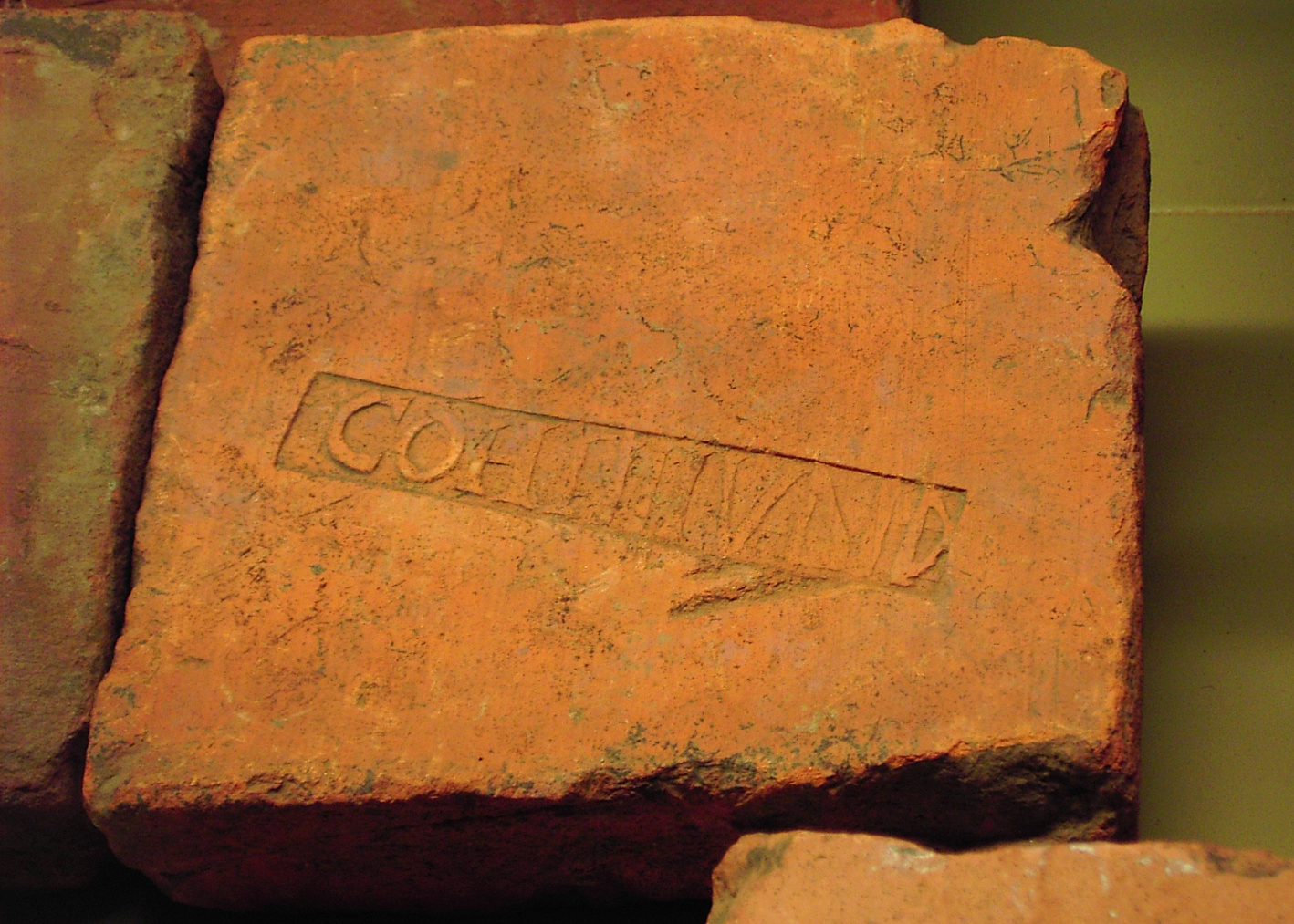
Mattone della cohors IV Vindelicorum rinvenuta a Großkrotzenburg.
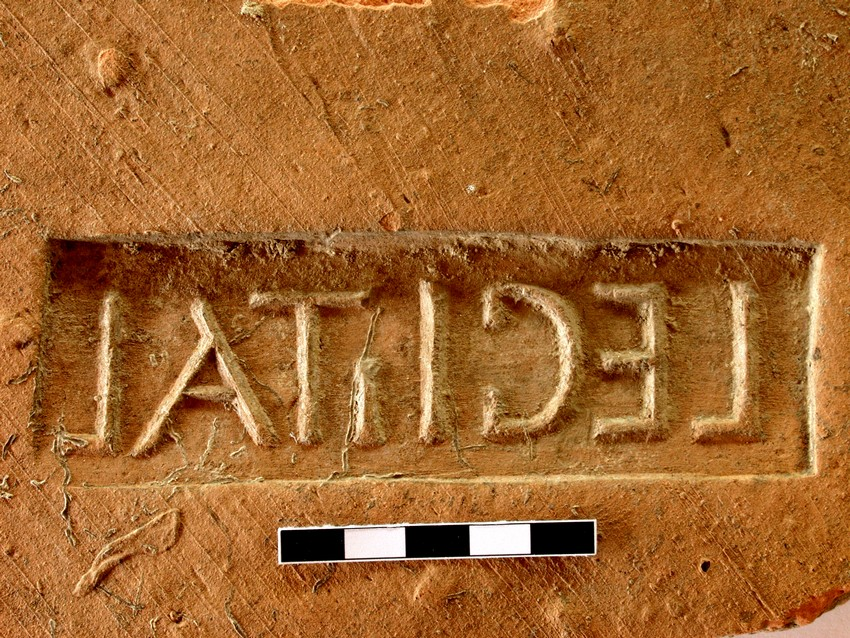
Impronta di una tegula recante l'iscrizione della legio I Italica.
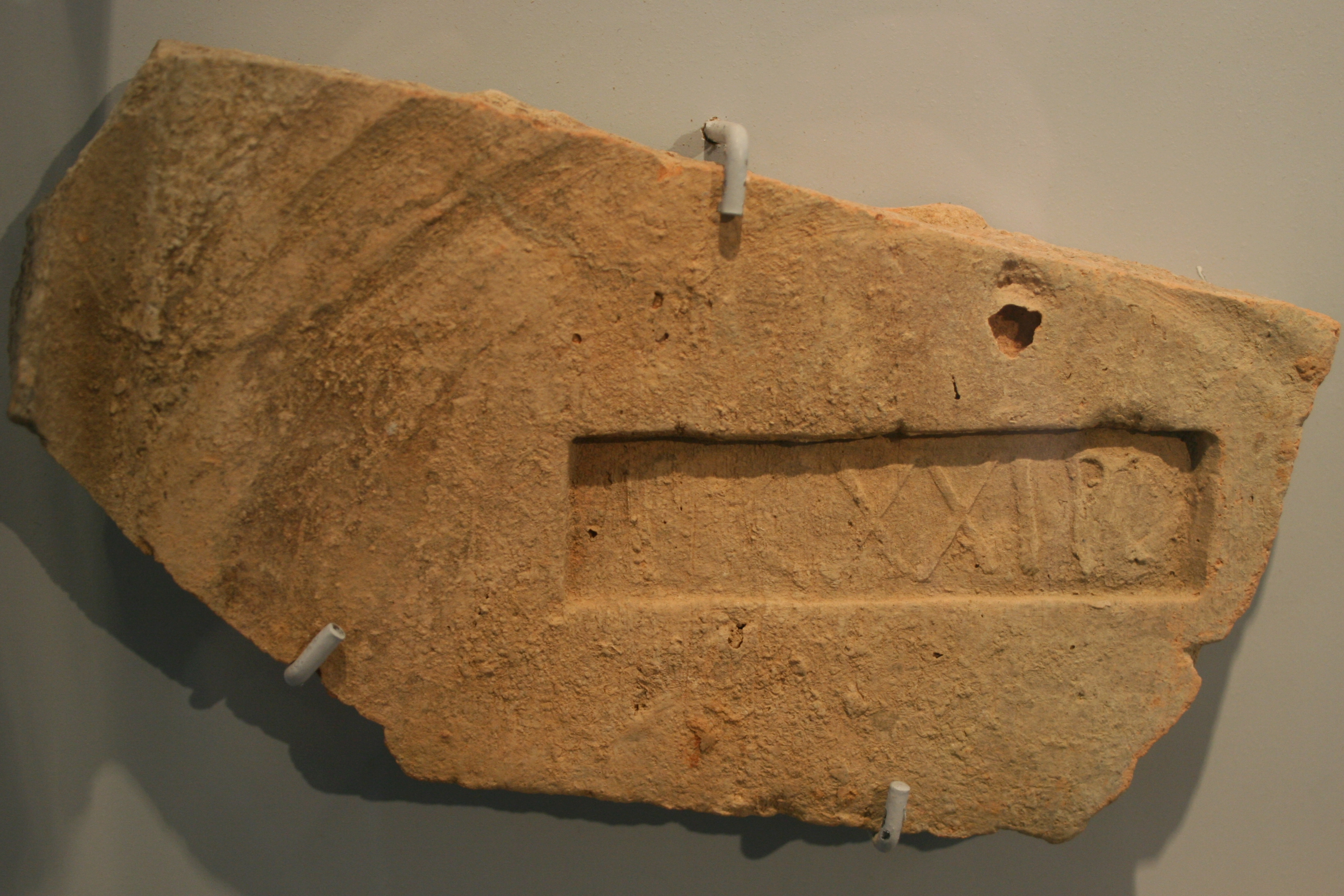
Mattone della legio XXI Rapax
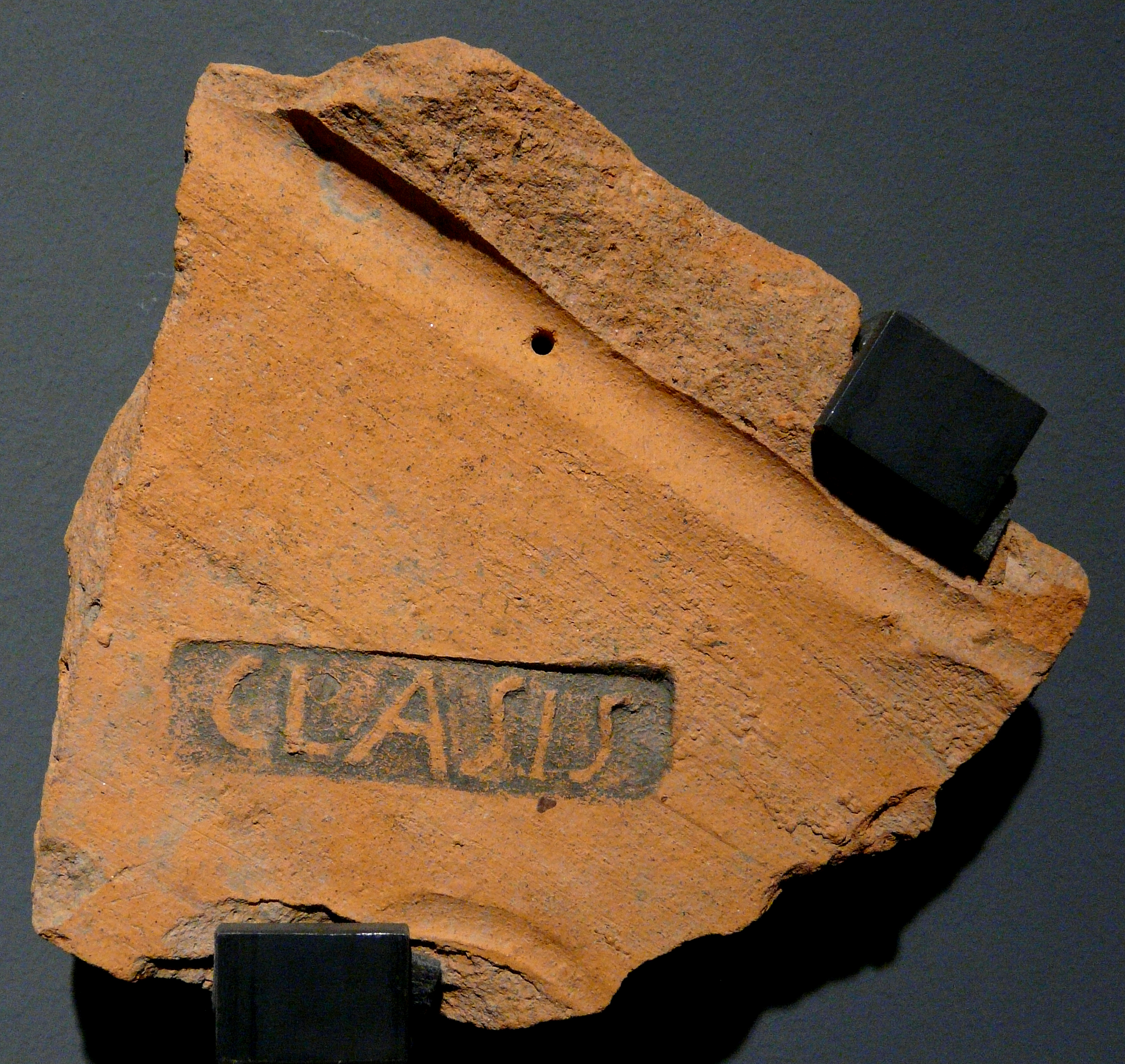
Tegula della flotta romana germanica.
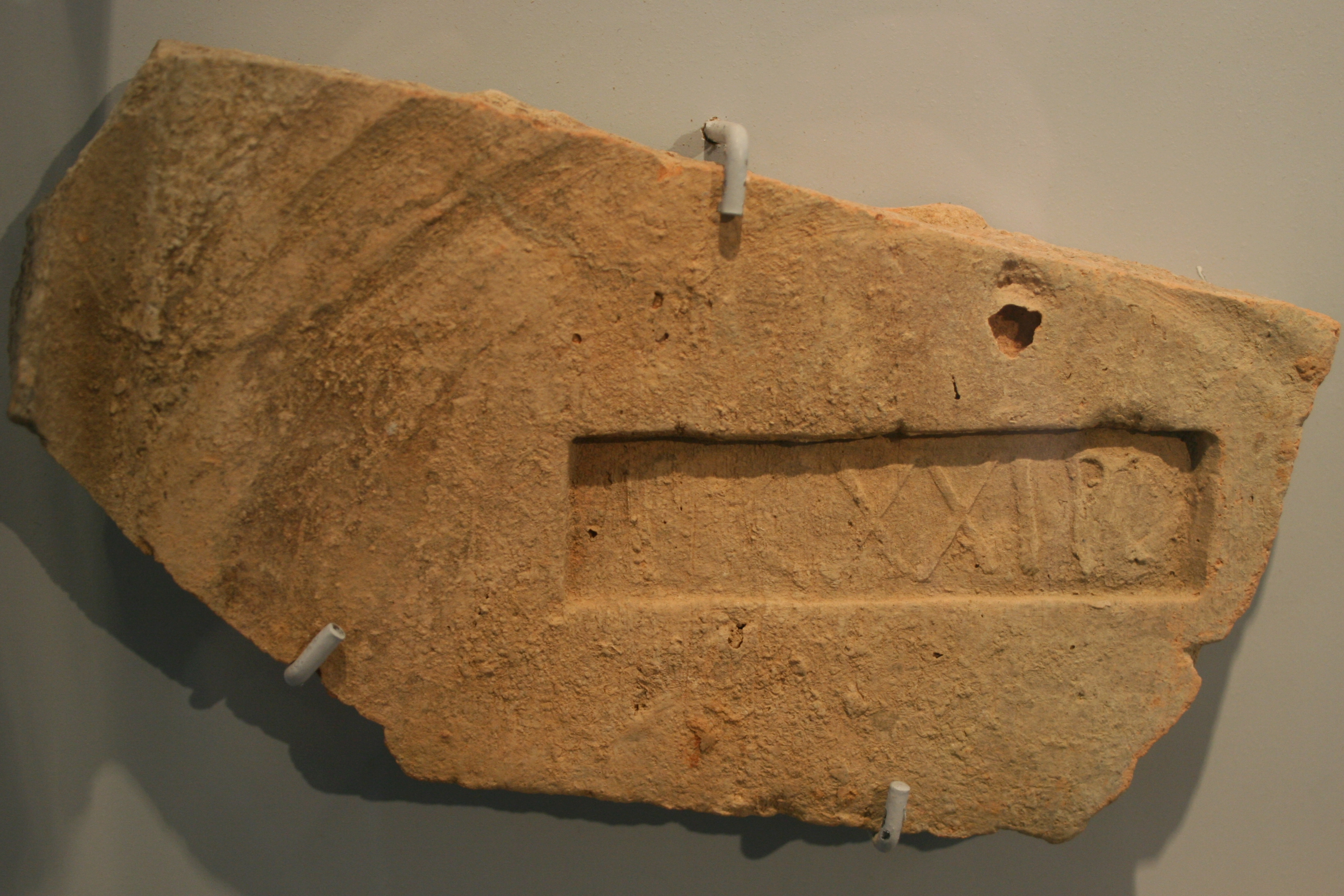
Tegula della legio XXI Rapax
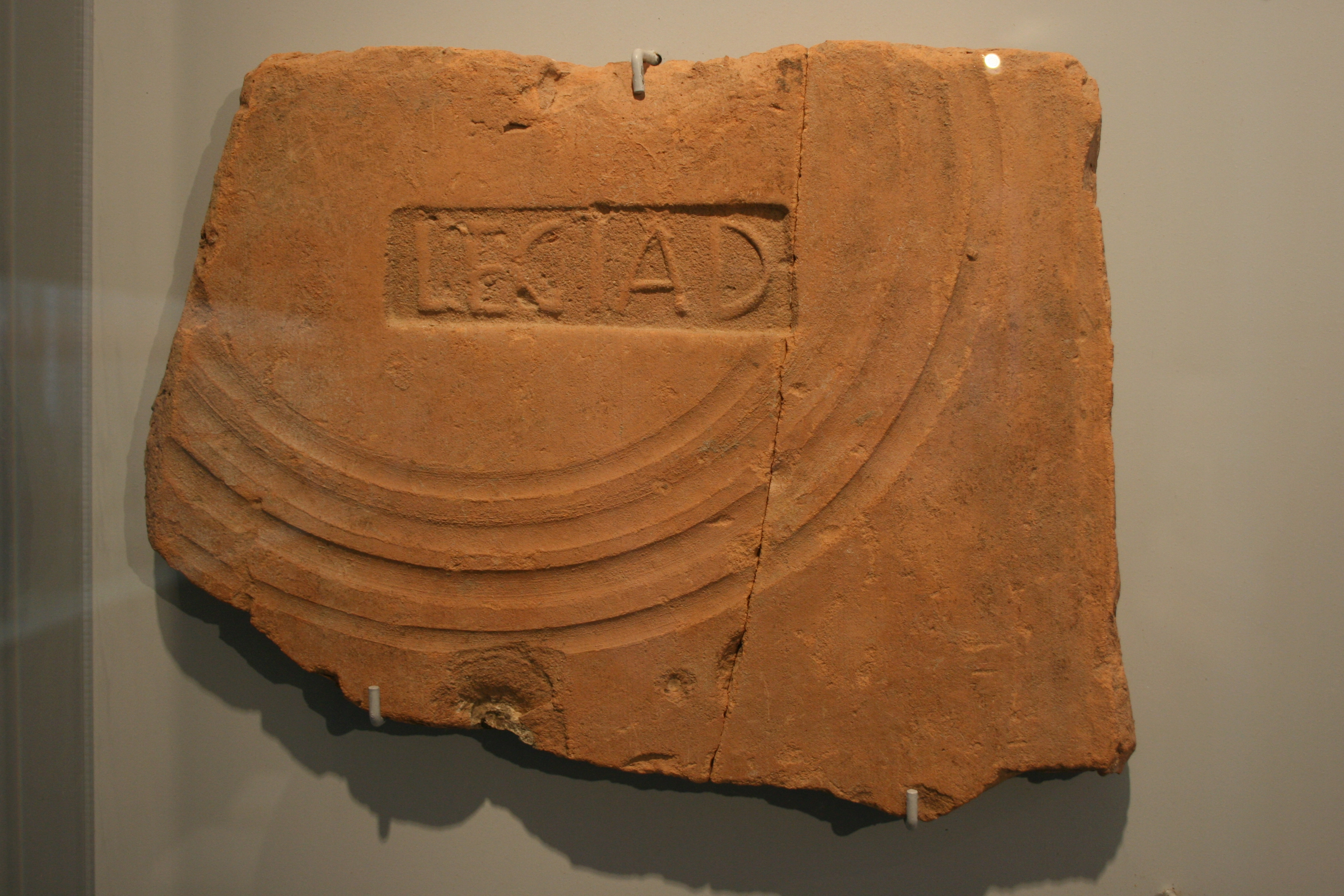
Tegula della legio I Adiutrix
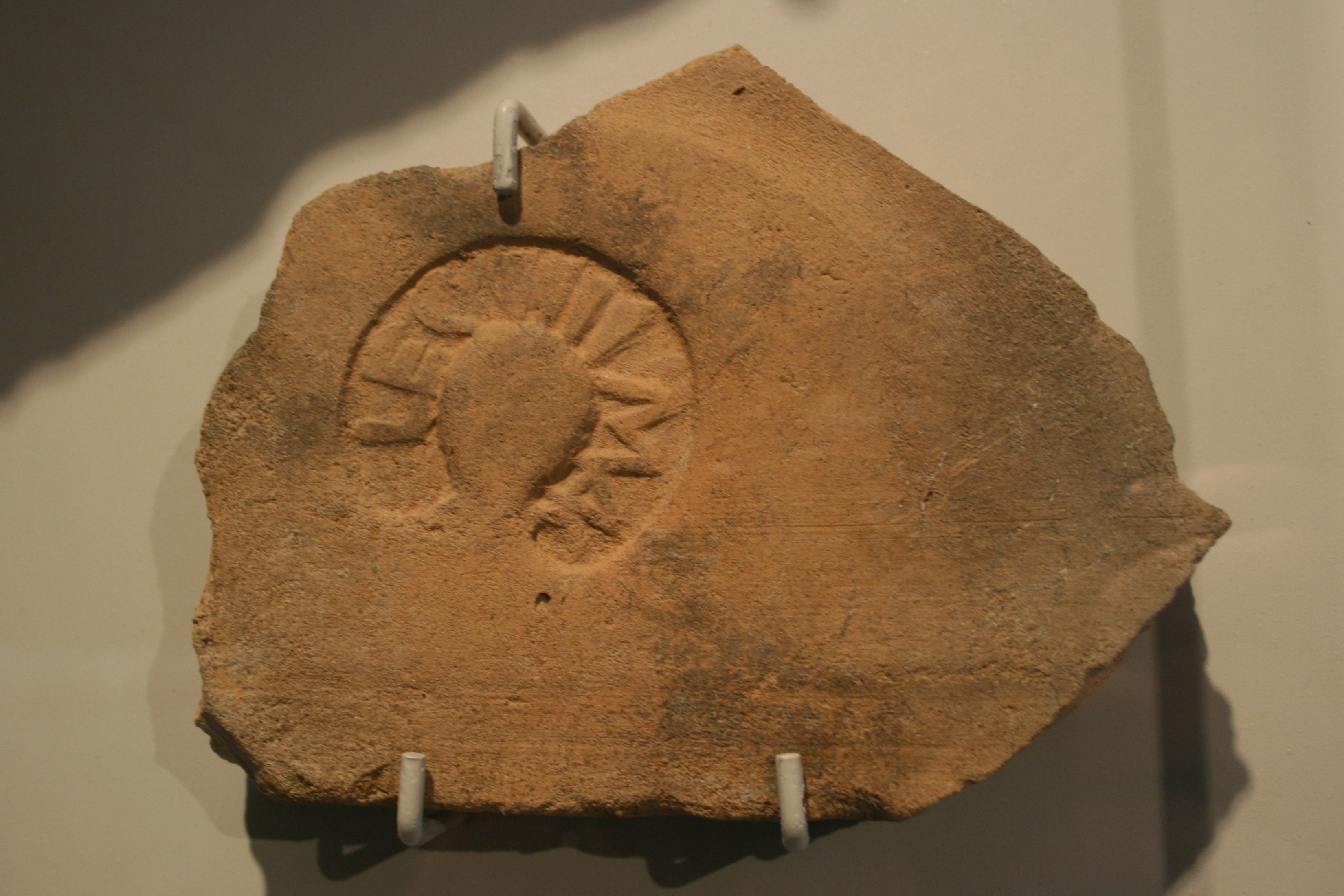
Tegula della legio IV Macedonica